# جون بلي ويت الثالث
جون بلي ويت الثالث (بالإنجليزية: John Blewett III) هو متسابق دراجات نارية أمريكي، ولد في 25 أكتوبر 1973 في Howell Township, New Jersey ‏ في الولايات المتحدة، وتوفي في 16 أغسطس 2007 في Thompson, Connecticut ‏ في الولايات المتحدة.

## وصلات خارجية
- جون بلي ويت الثالث على موقع Racing-Reference.info (الإنجليزية)